# 解放碑地下环道
解放碑地下环道是中华人民共和国重庆市一条下穿渝中区“上半城”——解放碑地区的城市隧道，呈环形，主通道长2818.35米，总长6.624公里，共35个出入口，连接了解放碑地区多个地下停车库和多条干道，分3期建设，最早于2010年3月开工，一、二期路段于2017年3月开放，三期路段于2023年7月开放。
解放碑地下环道的出口除了直接连接至市政道路的联络道外，还多通向沿线各商厦、公共设施的停车场等，司机亦可以通过停车场驶出隧道。环道因驶岔路口多、复杂，且仅允许单向行，一度被评价“魔幻”，隧道实际只有1条主通道，内有指示标志，但对于非本地人寻找出口仍有困难。

## 历史
渝中区的解放碑地区是重庆市的商贸、文化中心，区域内来往市民和游客、车辆多，交通压力较大，2007年渝中区即有了打通渝中半岛地下停车库、形成地下路网之想法以分担地面交通压力。
2008年渝中区提出了“畅通渝中”的总体目标，次年伴生出“10分钟畅通渝中”目标（即区内解放碑中央商务区任意两点间平均通行时间控制在10分钟以内），望于2012年在区内实现。2009年调查解放碑地区车位仅有7000个左右，为解决拥堵和停车等相关问题，当年重庆市开始研究设计解放碑地区地下交通循环系统，并将其作为“10分钟畅通渝中”项目之一，旨在增加车位并串联区域内的停车场，建设过境道路，亦连接区域内的人防工程。
彼时计划于2010年3月开建解放碑地下环道，最先从一期工程临江门开始挖掘，于2年左右竣工。而实际一期工程则于2010年6月开工，二期工程于2012年开工，建设过程一期工程利用渝中区已修建的防空洞640米，二期工程也利用了已建设的一些人防工程。
2013年10月14日地下环道一、二期工程贯通；2017年3月22日一、二期工程路段和北区路、储奇门入口、解放东路出口正式开放，连接了停车位近5000个。
解放碑地下环道的三期工程则于2018年3月开工，2022年6月30日贯通，2023年7月30日通车试运行。

## 走向
解放碑地下环道位于渝中区解放碑中央商务区的地下，由“一环、七联络、N连通”（也说“一环七射多连通”）组成，含主线、各联络道、支路、车库连接道总长6.624公里。

### 一环
“一环”是环道主通道，连接解放碑核心地区，大致走向为从临江门出发，沿较场口转盘、新华路、中华路、五一路、临江路返回临江门，主路为单向循环线，位于地下20至60米处，其中规划临江门至较场口转盘路段为其一期工程，长855米；较场口转盘至五一路口路段为二期工程，长1285米；五一路口至临江门路段为三期工程，长678.35米。

### 七联络

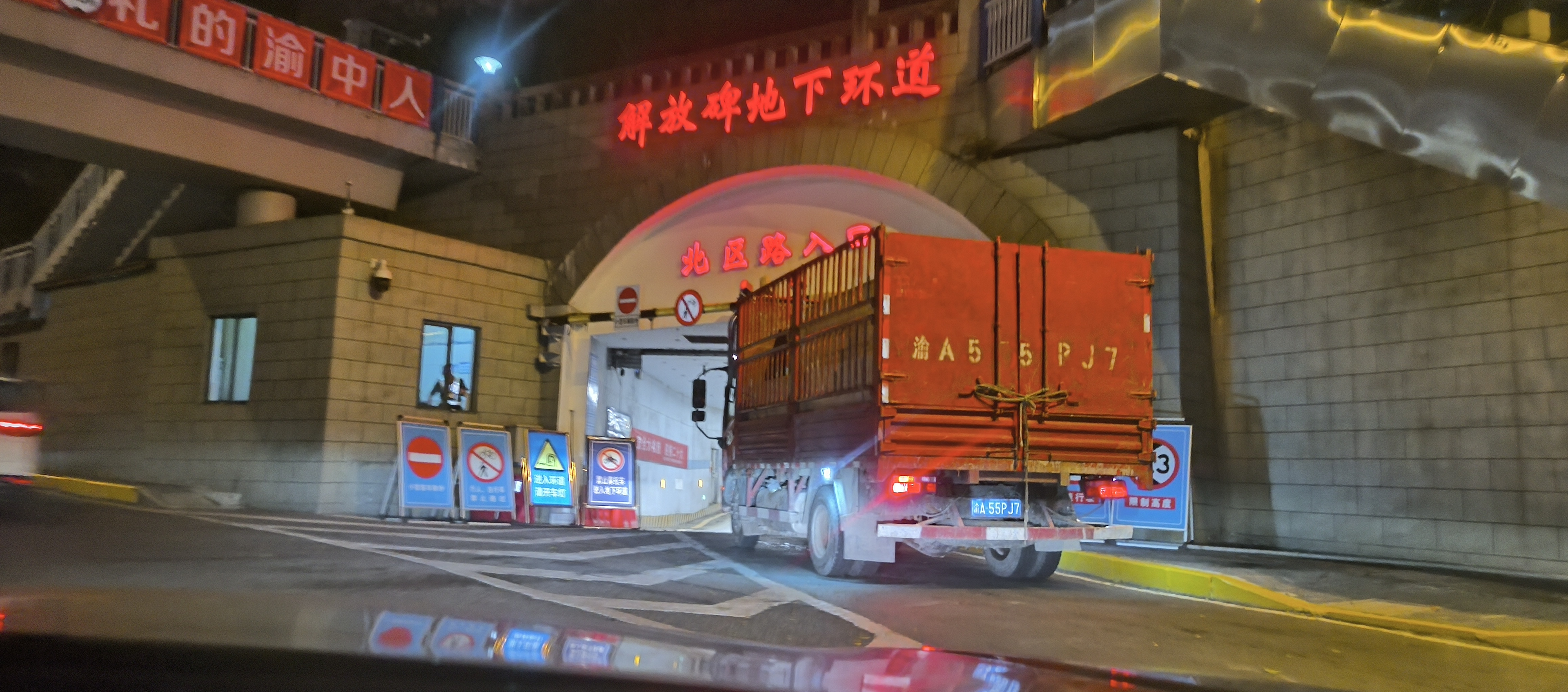
北区路入口

“七联络”即环道7个的出入口，包括3条单向进口、3条单向出口和1条双向进出口，连接渝中区北区路、嘉滨路、解放东路和长滨路等：其中3个进口位于一号桥北区路附近的灯饰广场、长滨路储奇门、千厮门大桥沧白路两江隧道附近；3个出口位于解放西路较场口地下、解放东路海逸酒店地下、千厮门大桥五一路口地下；双向进出口位于嘉滨路，从地下穿过重庆医科大学附属第二医院。

### N连通
“N连通”指环道所串联的解放碑地区的26个地下停车场，包括世贸中心、中天酒店、万豪、国际金融中心、得意世界、创汇大厦、大都会、商业大厦、帝都大厦、金融广场、威斯汀酒店等建筑的地下车库，连接解放碑地区约1.3万个地下车位，环路亦自带约6000个车位。此外，通过环道所连各地下停车库的坡道、车用电梯等，车辆亦可到达地面多个目的地。
| 环道主通道路段 （起讫点中心桩号） | 路段长度 （米） | 出入口类型 | 联络道或 停车场名称 | 联络道长度 （米）                | 停车场车位 （个） | 备注                                                                |
| --- | --------------- | ---------- | ------------------- | -------------------------------- | ----------------- | ------------------------------------------------------------------- |
| 一期临梯干道段 （K0+000－K0+855） | 855             | 入         | 北区路联络道        | 382                              |                   | 连接北区路                                                          |
| 一期临梯干道段 （K0+000－K0+855） | 855             | 停车场     | 世贸中心            |                                  | 871               | 位于主线上左侧                                                      |
| 一期临梯干道段 （K0+000－K0+855） | 855             | 停车场     | 保利重宾            |                                  | 716               | 位于北区路联络道右侧                                                |
| 一期临梯干道段 （K0+000－K0+855） | 855             | 停车场     | 国际金融大厦        |                                  | 713               | 位于主线上左侧同一支路上                                            |
| 一期临梯干道段 （K0+000－K0+855） | 855             | 停车场     | 万豪酒店            |                                  | 150               | 位于主线上左侧同一支路上                                            |
| 一期临梯干道段 （K0+000－K0+855） | 855             | 停车场     | 万豪国际中心        |                                  | 528               | 位于主线上左侧同一支路上                                            |
| 一期临梯干道段 （K0+000－K0+855） | 855             | 停车场     | 合景大厦            |                                  | 150               | 位于主线上左侧同一支路上                                            |
| 一期临梯干道段 （K0+000－K0+855） | 855             | 出         | 十八梯联络道        | 280                              |                   | 连接解放西路                                                        |
| 一期临梯干道段 （K0+000－K0+855） | 855             | 停车场     | 十八梯区域停车库    |                                  | 不详              | 位于一期工程十八梯联络道上，有多个车库                              |
| 二期五一路金融街段 （K0+855－K2+140）                                                                                                | 1285            | 停车场     | 十八梯区域停车库    | 亦从二期工程主线修建专门通道连接 | 不详              |                                                                     |
| 二期五一路金融街段 （K0+855－K2+140）                                                                                                | 1285            | 入         | 长滨路联络道        | 432                              |                   | 连接长江滨江路                                                      |
| 二期五一路金融街段 （K0+855－K2+140）                                                                                                | 1285            | 停车场     | 融创南区            |                                  | 1900              | 位于长滨路联络道右侧                                                |
| 二期五一路金融街段 （K0+855－K2+140）                                                                                                | 1285            | 停车场     | 融创北区            |                                  | 1600              | 位于长滨路联络道右侧                                                |
| 二期五一路金融街段 （K0+855－K2+140）                                                                                                | 1285            | 停车场     | 管井巷地块          |                                  | 1208              | 位于主线上左侧                                                      |
| 二期五一路金融街段 （K0+855－K2+140）                                                                                                | 1285            | 停车场     | 英利地块            |                                  | 800               | 位于主线上右侧                                                      |
| 二期五一路金融街段 （K0+855－K2+140）                                                                                                | 1285            | 停车场     | 味苑地块            |                                  | 不详              | 位于主线上右侧                                                      |
| 二期五一路金融街段 （K0+855－K2+140）                                                                                                | 1285            | 停车场     | 雨田大厦            |                                  | 70                | 位于主线上左侧同一支路上                                            |
| 二期五一路金融街段 （K0+855－K2+140）                                                                                                | 1285            | 停车场     | 重庆商业大厦        |                                  | 90                | 位于主线上左侧同一支路上                                            |
| 二期五一路金融街段 （K0+855－K2+140）                                                                                                | 1285            | 停车场     | 大都会              |                                  | 407               | 位于主线上左侧同一支路上                                            |
| 二期五一路金融街段 （K0+855－K2+140）                                                                                                | 1285            | 停车场     | 扬子岛酒店          |                                  | 50                | 位于主线上左侧同一支路上                                            |
| 二期五一路金融街段 （K0+855－K2+140）                                                                                                | 1285            | 停车场     | 时代广场            |                                  | 215               | 位于主线上左侧同一支路上                                            |
| 二期五一路金融街段 （K0+855－K2+140）                                                                                                | 1285            | 出         | 解放东路联络道      | 468                              |                   | 连接解放东路                                                        |
| 二期五一路金融街段 （K0+855－K2+140）                                                                                                | 1285            | 停车场     | 半岛国际酒店        |                                  | 64                | 位于主线上右侧                                                      |
| 二期五一路金融街段 （K0+855－K2+140）                                                                                                | 1285            | 停车场     | 申基公司地块        |                                  | 700               | 位于主线上右侧                                                      |
| 二期五一路金融街段 （K0+855－K2+140）                                                                                                | 1285            | 停车场     | 洲际酒店            |                                  | 140               | 位于主线上左侧                                                      |
| 二期五一路金融街段 （K0+855－K2+140）                                                                                                | 1285            | 停车场     | 协信地块            |                                  | 854               | 位于主线上右侧                                                      |
| 二期五一路金融街段 （K0+855－K2+140）                                                                                                | 1285            | 停车场     | 林华环岛            |                                  | 99                | 位于主线上左侧                                                      |
| 二期五一路金融街段 （K0+855－K2+140）                                                                                                | 1285            | 停车场     | 帝都广场            |                                  | 203               | 位于主线上左侧                                                      |
| 二期五一路金融街段 （K0+855－K2+140）                                                                                                | 1285            | 停车场     | 优霸地块            |                                  | 1000              | 位于主线上右侧                                                      |
| 三期临江路段 （K2+140－K2+818.349）                                                                                                  | 678.35          | 出         | 两江隧道联络道二    | 80                               |                   | 连接两江隧道（东水门大桥方向）                                      |
| 三期临江路段 （K2+140－K2+818.349）                                                                                                  | 678.35          | 入         | 两江隧道联络道一    | 100                              |                   | 连接两江隧道（东水门大桥方向）                                      |
| 三期临江路段 （K2+140－K2+818.349）                                                                                                  | 678.35          | 停车场     | 地王广场            |                                  | 480               | 位于主线上左侧                                                      |
| 三期临江路段 （K2+140－K2+818.349）                                                                                                  | 678.35          | 停车场     | 国泰艺术中心        |                                  | 300               | 位于主线上左侧                                                      |
| 三期临江路段 （K2+140－K2+818.349）                                                                                                  | 678.35          | 停车场     | 国泰广场            |                                  | 802               | 位于主线上左侧同一支路上                                            |
| 三期临江路段 （K2+140－K2+818.349）                                                                                                  | 678.35          | 停车场     | 都市广场            |                                  | 450               | 位于主线上左侧同一支路上                                            |
| 三期临江路段 （K2+140－K2+818.349）                                                                                                  | 678.35          | 出入       | 嘉滨路联络道        | 640                              |                   | 连接嘉陵江滨江路                                                    |
| 合计 | 2818.35         | 35个出入口 | 35个出入口          | 2382                             | 20000余           | 十八梯区域多个车库出入口合作1个出口处理；车位数含环路自带的6000余个 |
| 注： - 列表各出入口从一期的起点北区路联络道开始逆时针（行车方向）排列。 - 如同一联络道、支路上有多个出入口，则由环线外侧向中心排列。 |                 |            |                     |                                  |                   |                                                                     |

## 技术参数
解放碑地下环道主通道隧道断面采用用仰拱直墙式衬砌断面，总高5.5米，行车净高3.59米，宽9.5米，设双车道附加右侧一应急车道，路面横坡为单向横坡坡度1%；隧道采用用圆曲线接缓和曲线，最小平曲线半径35米，因地形起伏大纵坡最高坡度5.9%（位于主通道下穿重庆轨道交通1、2号线处，坡长312.096米），竖直曲线半径800米。
环道的各联络道、支路断面采用仰拱直墙式断面，行车净高3.59米，单向出入口通道宽约7米，设3.5米宽单车道附加右侧一应急车道，无路面横坡；各联络道、支路隧道采用圆曲线，因地形复杂曲线半径较小。

## 行车限制

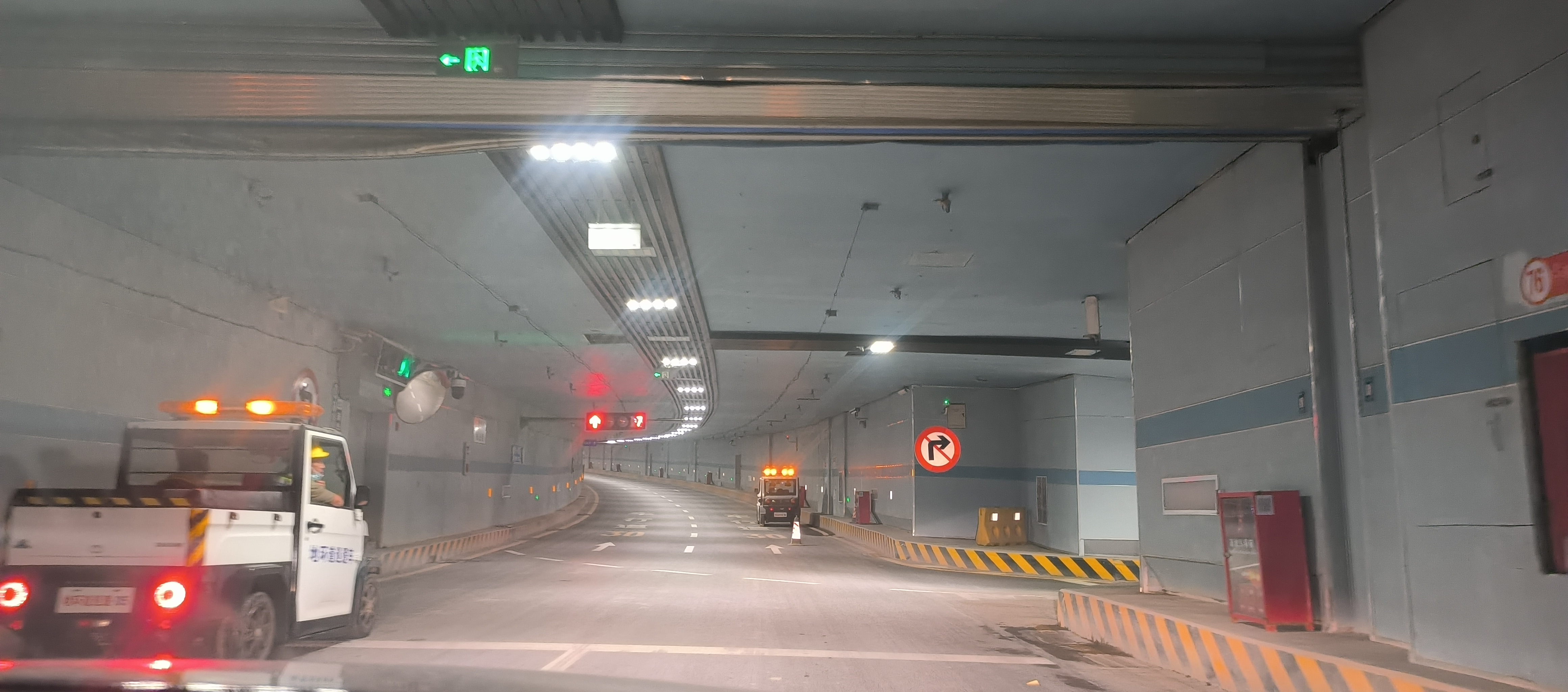
环道内部的路口和信号灯

解放碑地下环道为单向通行，且禁止行人、货车、公交巴士、客车、危险品车辆、摩托车、非机动车等进入，主通道内限高1.8至2.3米，部分车库限高1.8至2.2米，主通道内限速30公里每小时，支路限速20公里每小时，隧道内亦有信号灯，需要按照信号行驶。

## 车流量
解放碑地下环道预期初期可为解放碑核心区分担30%以上车流量，但开通最初高峰每时段小时车流量仅有10余辆，截至开通后的5个月（2017年8月）才逐渐升至约60辆次，日均通车量仍仅800辆次，解放碑地下环道控制中心值班长杨江来认为是初期驾驶人对环道了解较少、怕麻烦导致，环道管理处主任陈渝认为是人们不知晓如何在隧道内行驶导致；至2021年10月环道月均车流量已达6.4万余辆次，达到分担30%车流量预期。

## 相关设施

### 消防设施
中国大陆有针对地下停车库、城市交通隧道的消防标准，但并无对二者结合的一个环形隧道的消防标准，故环道的消防设施自定标准并经多次试验最终实施，环道内基本每隔5米就有泡沫水喷雾，每隔约60米就设置有人行疏散通道（共41处），每隔100余米就有防火卷帘门；隧道设有灭火器、消火栓、疏散引导箱、泡沫灭火系统、手动报警器等消防设施，亦配备专门的通风排风系统，其风机可在着火启用时控制烟气流动速度小于行车速度以确保车辆疏散。

### 智能交通
解放碑地下环道采用智能交通系统统一管理，其也作为一个子系统纳入渝中区智能交通控制系统，系统的控制室设于五一路口，系统参考了北京中关村和金融街的地下连接系统、天津高架桥下停车场系统等，可对隧道进行全天候监控，并有预告车位信息、智能提供交通信号、智慧停车等功能，2021年解放碑地下环道亦引入了“5G+北斗室内GNSS无缝定位系统”实现在隧道中较为精确的定位。

### 电力隧道
解放碑地下环道正下方约2米处有亦一条隧道供电力使用，名“解放碑地下环形电力隧道”，连接临江门、新民街、储奇门、石板坡、朝天门等变电站，电力隧道宽2.4米，拱高2.8米，电线通过解放碑各商业楼的车库进入各楼宇，于2012年开始施工，施工时先于上方的解放碑地下环道向下打洞，后再回填钢筋混凝土，于2016年11月24日完工，完工时预计可以承担解放碑商圈区域20年的用电需求，解放碑区域地面的电缆也将地下化。